# Tadao Kobayashi
Tadao Kobayashi (jap. 小林 忠生, Kobayashi Tadao; * 7. Juli 1930 in der Präfektur Kanagawa) ist ein ehemaliger japanischer Fußballspieler.

## Nationalmannschaft
1956 debütierte Kobayashi für die japanische Fußballnationalmannschaft. Kobayashi bestritt drei Länderspiele. Mit der japanischen Nationalmannschaft qualifizierte er sich für die Olympischen Spiele 1956.

## Errungene Titel
- Kaiserpokal: 1956